# Azalbummm
1983-ban jelent meg a Locomotiv GT Azalbummm című dupla koncertalbuma. A felvételek 1974-ben, valamint 1979 és 1983 között készültek Magyarországon, az Amerikai Egyesült Államokban, Kubában, Lengyelországban és az Egyesült Királyságban.
Az 1 kocsi jön egy amerikai fellépés részlete, melyre egy dudáló autó hangját keverték rá. A Kisstadionban, 1980 szeptemberében felvett négy dal részlet az Omega–LGT–Beatrice-turné zárókoncertjéről. Az LGT műsorából további három dal jelent meg a Kisstadion ’80 című koncertalbumon. A kubai felvételeken valódi kubai zenészek is hallhatóak, de a Rajongás marimbaszólóját Presser Gábor utólag, a stúdióban vette fel. Az Aquincumi séta teljes egészében stúdiófelvétel, csak Karácsony János és Presser játszik rajta. A hajnal is stúdiófelvétel, Somló Tamás klarinéton játszotta a dalt. Az I Love You Frisco az Ülök a járdán angol nyelvű változata – némileg módosított szöveggel. Az El-induló részlet az Ülök a járdán fúvószenekari változatából. Eredetileg a Mindig magasabbra című albumra szánták, de arra nem kerülhetett fel. Teljes változata a Locomotiv GT in Warsaw című albumon, Tape Signal címen hallható.
Az album belső és hátsó borítóján az együttesről készült fotókból álló kollázs látható. Az információkat a borítóba csúsztatott négyoldalas „Zenemenü” tartalmazza, Presser kézírásával. Az albumon több pontatlan információ is látható: a kisstadionbeli koncertek nem augusztusban, hanem szeptemberben voltak, és Dely László nem játszott azokon a koncerteken; a Nagyon kell, hogy szeress szövegírója Sztevanovity Dusán, az LGT Nagy Képes Kottás Emlékkönyvben már így szerepel; az I Love You Frisco felvétele nem 1979-ben, hanem az 1981-es turnén készült.
Az album 1999-ben CD-n is megjelent.

## Az album dalai

### I. oldal
1. 1 kocsi jön – 0:29
Kazettás felvétel 1974-ből, a San Franciscó-i Keystone Clubból.
2. Mindenki blues (Presser Gábor) – 2:57
3. Embertelen dal (Presser Gábor/Somló Tamás/Sztevanovity Dusán) – 4:52
4. Álomarcú lány (Somló Tamás/Adamis Anna) – 4:38
5. Ekiyeki propang (Solti János) – 2:27
Ezt a négy dalt 1980 szeptemberében, a Kisstadionban rendezett Omega–LGT–Beatrice-koncerten vették fel.
6. Nagyon kell, hogy szeress (Somló Tamás/Sztevanovity Dusán) – 3:17
Gdańsk, 1981.

### II. oldal
1. Mindenféle emberek (Presser Gábor/Sztevanovity Dusán) – 6:09
2. Rajongás (Karácsony János/Adamis Anna) – 4:31
3. Engedj el (Karácsony János/Sztevanovity Dusán) – 6:09
4. Aquincumi séta (Karácsony János) – 1:31 (Santa Clara őserdő)
Ezt a négy dalt 1979 novemberében, Havannában vették fel.

### III. oldal
1. A hajnal (Somló Tamás) – 0:55
1979. reggel.
2. A síneken (Karácsony János/Sztevanovity Dusán) – 4:35
Debreceni Sportcsarnok, 1983.
3. Boksz (Presser Gábor/Sztevanovity Dusán) – 5:42
Pécsi Sportcsarnok, 1982.
4. Áldd meg a dalt (Karácsony János/Sztevanovity Dusán) – 3:28
Vígszínház, 1983.
5. Neked írom a dalt (Presser Gábor) – 6:40
Tabán, 1983.

### IV. oldal
1. És jött a doktor (Presser Gábor) – 9:39
Siófoki Szabadtéri Színpad, 1981 (esőben).
2. Cecey bácsi ifjúkori kalandjai (Solti János) – 2:16
Vígszínház, 1983.
3. Kotta nélkül (Presser Gábor/Adamis Anna) – 4:09
Hammersmith Odeon, London, 1983.
4. I Love You Frisco (Somló Tamás/Adamis Anna) – 4:06
Siófoki Szabadtéri Színpad, 1981 (esőben).
5. El-induló – 0:30

## Közreműködők
- Presser Gábor – ének, zongora, Rhodes Chroma, Juno 60 - Jupiter IV vocoder stb.
- Somló Tamás – ének, basszusgitár, szaxofon, zongora, klarinét, chromonika, primadonna, grafika stb.
- Karácsony János – ének, gitár, zongora, szintetizátor, dob stb.
- Solti János – dob, ütőhangszerek, EMU-zaj stb.

### San Francisco
- Barta Tamás – gitár (1)
- Laux József – dob, ütőhangszerek (1)
- Jimmy Miller (1)
- Vince Marchiolo (1)

### Kisstadion
- Presser Gábor – dob (5)
- Somló Tamás – batadob (5)
- Karácsony János – dob (5)
- Solti János – batadob (5)
- Dés László – szaxofon
- Lakatos Antal – szaxofon
- Dresch Mihály – szaxofon
- Csizmadia Gábor – trombita
- Gőz László – harsona
- Friedrich Károly – harsona
- Nagy Feró – vokál
- Miklóska Lajos – vokál

### Kuba
- Diego Rodriguez – konga
- Presser Gábor (Peres B. Garros) – marimba
- Jesus Morales Lima – chékere
- Karácsony János (Sonny Jo Carakas) – gitár

### III. oldal
- Dés László – szaxofon
- Gábor István – szaxofon
- Gőz László – harsona
- Fekete István – trombita
- Gerendás Péter – gitár stb.
- Horwáth Kornél – konga stb.
- Vincze Tamás – konga stb.
- Farkas András – elektromos zongora
- Faludi Tamás – basszusgitár stb.

### IV. oldal
- Muck Ferenc – szaxofon (16, 19)
- Gőz László – harsona (16, 19)
- Csizmadia Gábor – trombita (16, 19)
- Dely László – konga (16, 19)
- Torontáli István – vokál (16, 19)
- Komár László – vokál (16, 19)
- Tóth Tamás – basszusgitár (18)
- Gerendás Péter – gitár (18)

### Produkció
- Kóbor János – hangmérnök
- Farkas László – hangmérnök
- Lobó – hangmérnök
- Módos Péter – hangmérnök (18)
- Kovács György – keverés
- Alapfi András – archív grafika
- Kemény György – archív grafika
- Trombitás Tamás – archív grafika
- Somló Tamás – grafika
- LGT – zenei rendező